# Nicolas Stacey
Nicolas David Stacey (ur. 25 listopada 1927 w Londynie, zm. 8 maja 2017) – brytyjski duchowny anglikański, w młodości lekkoatleta, sprinter, medalista igrzysk Imperium Brytyjskiego w 1950.
Uczył się w Britannia Royal Naval College w Dartmouth. W ramach praktyki morskiej służył na pancerniku „Anson” w ostatnich miesiącach II wojny światowej. Zrezygnował ze służby w Royal Navy i studiował historię w St Edmund Hall na Uniwersytecie Oksfordzkim, a następnie przyjął święcenia kapłańskie jako duchowny Kościoła Anglii w 1953.
Podczas studiów w Oksfordzie uprawiał z powodzeniem lekką atletykę. Wystąpił jako reprezentant Anglii na igrzyskach Imperium Brytyjskiego w 1950 w Auckland, gdzie zdobył srebrny medal w sztafecie 4 × 110 jardów (która biegła w składzie: Brian Shenton, John Archer, Leslie Lewis i Stacey), a także odpadł w półfinale biegu na 220 jardów i w eliminacjach biegu na 100 jardów. Startując w barwach Wielkiej Brytanii zajął 5. miejsce w sztafecie 4 × 400 metrów (w składzie: Leslie Lewis, Alan Dick, Terence Higgins i Stacey) oraz odpadł w półfinale biegu na 200 metrów na  igrzyskach olimpijskich w 1952 w Helsinkach. Był wicemistrzem Wielkiej Brytanii (AAA) w biegu na 220 jardów w 1951 oraz brązowym medalistą na tym dystansie w 1950.
Jako duchowny był od 1960 rektorem w Woolwich, a następnie (do 1968) dziekanem w Greenwich. W latach 1968–1970 był zastępcą dyrektora Oxfam. Później pracował w London Borough of Ealing (1971–1974) i w Kent (od 1974 do 1985) jako dyrektor hrabstwa do spraw opieki społecznej.